# L'Accusé (film, 1964)
Pour les articles homonymes, voir L'Accusé.
Pour plus de détails, voir Fiche technique et Distribution.
L'Accusé (Obžalovaný) est un film de procès tchécoslovaque réalisé par Ján Kadár et Elmar Klos et sorti en 1964.

## Synopsis
Trois hommes sont emmenés au tribunal de district : le président Kurdrna, l'ingénieur Potůček et le bureaucrate Zelenka. Ils sont accusés d'avoir volé des biens nationaux. Zelenka et Potůček sont coupables et ont avoué. Kudrna en revanche refuse la culpabilité. Il n'a volé aucun des biens et n'était pas au courant des actions des deux autres. Il est choqué lorsqu'il apprend que son adjoint Ludl, responsable des finances, s'est suicidé à cause de sa culpabilité. Il finit par comprendre qu'il est également responsable d'avoir signé des documents illégaux sans les avoir lues. Zelenka et Potůček sont condamnés à une longue peine de prison alors que la peine de Kudrna est faible et correspond à sa garde à vue, mais Kudrna se sent coupable et refuse d'éviter la punition.

## Fiche technique
- Titre français : L'Accusé[1]
- Titre original tchèque : Obžalovaný[2],[3]
- Réalisateur : Ján Kadár, Elmar Klos
- Scénario : Vladimír Valenta, Ján Kadár, Elmar Klos
- Photographie : Rudolf Milic
- Montage : Jaromír Janácek
- Musique : Zdenek Liska
- Société de production : Filmové Studio Barrandov, Ceskoslovenský Státní Film
- Pays de production :  Tchécoslovaquie
- Langue originale : tchèque
- Format : Noir et blanc - 1,37:1 - Son mono - 35 mm
- Durée : 90 minutes
- Genre : Film de procès
- Dates de sortie :
  - Tchécoslovaquie : 12 octobre 1964
  - France : 24 janvier 1991

## Distribution
- Vladislav Müller (cs) : Josef Kudrna
- Martin Štěpánek : le fils de Kudrna
- Zora Jiráková : la mère de Kudrna
- Jaroslav Blažek : le juge
- Pavel Bártl : Kábrt
- Milan Jedlička : František Duchoň
- Miroslav Macháček : le procureur
- Jiří Menzel : František Horáček
- Kamil Bešťák : Hruška